# Carteria fretschii
Carteria fretschii là một loài tảo trong họ Chlamydomonadaceae, thuộc chi Carteria.